# Tabanus brancoi
Tabanus brancoi is een vliegensoort uit de familie van de dazen (Tabanidae). De wetenschappelijke naam van de soort is voor het eerst geldig gepubliceerd in 1987 door Dias.